# Crambe fruticosa
Crambe fruticosa — вид трав'янистих рослин з родини капустяні (Brassicaceae), ендемік Мадейри.

## Поширення
Ендемік архіпелагу Мадейра (о. Мадейра, Дезерташ, Порту-Санту).
Цей вид проживає в сухих, сонячних чагарниках низовини, прибережних скелях і пагорбах.

## Використання
Цей вид є диким родичем і потенційним донором генів для виробництва олійної та кормової культури, C. abyssinica.

## Загрози та охорона
Немає безпосередніх великих загроз для цього виду, хоча урбанізація та будівництво доріг є можливими загрозами.
Рід Crambe наведено в додатку I до Міжнародного договору про генетичні ресурси рослин для харчових продуктів та сільського господарства. Деякі субпопуляції зростають в охоронних районах.